# Hippomedon granulosa
Hippomedon granulosa är en kräftdjursart som beskrevs av Bulycheva 1955. Hippomedon granulosa ingår i släktet Hippomedon och familjen Lysianassidae. Inga underarter finns listade i Catalogue of Life.